# Johann Arnold Bischoff
Johann Arnold Bischoff (* 13. März 1796 in Sechtem; † 13. Dezember 1871 in Aachen) war ein deutscher Tuchfabrikant und Handelsgerichtspräsident.

## Leben
Der Sohn des Gutspächters Heinrich Ignatz Bischoff und der Anna Clara Pütz wuchs auf dem Rittergut Graue Burg in Sechtem auf und kam Anfang der 1820er-Jahre nach Aachen. Hier wurde er erstmals aktenkundig, als er 1826 mit seinen Herkunftsdaten und der Berufsbezeichnung Tuchfabrikant als Mitglied des Club Aachener Casino aufgeführt wurde. Ein Jahr später gründete Bischoff mit dem gleichaltrigen Engelbert Schwamborn, welchen er im Casino schätzen gelernt hatte, die Tuchfabrik Schwamborn & Bischoff, die 1856 von der Tuchfabrik Pastor übernommen wurde, nachdem er seine Geschäftsbeziehung zu Schwamborn beendete. Bischoff gründete darüber hinaus im Bereich des Kapuzinergrabens am Bachlauf der Paunell eine eigene Tuchfabrik ein, die seine Erben später stilllegten und das betreffende Areal der Reichspostzentrale in Berlin verkauften, die dort von 1889 bis 1893 den neuen Gebäudekomplex für die Oberpostdirektion Aachen erbauen ließ. Darüber hinaus richtete Bischoff eine weitere in der 1833 erworbenen Stoltenhoffmühle in Eschweiler ein, die er 1836 vergrößerte und bis 1843 als Walkmühle nutzte. Des Weiteren übernahm Bischoff im Jahr 1865 die von Gotthard Startz aufgegebene Spinnerei in der Abteimühle Kornelimünster, die bis 1896 als Nebenstelle in Familienbesitz blieb. Schon bald zählte Bischoffs Unternehmen, welches später zu „J. A. Bischoff & Söhne“ umfirmiert wurde, zu den bedeutendsten der Umgebung und er selbst übernahm neben der Unternehmensführung noch vielfältige wichtige ehrenamtliche Positionen.
So wurde Johann Arnold Bischoff beispielsweise im Jahr 1846 zum Gemeindeverordneten gewählt und trat 1850 die Nachfolge seines Schwagers Eduard van Gülpen, dem Sohn des Tuchfabrikanten Joseph van Gülpen, als Präsident des Handelsgerichts an und bekleidete dieses Amt bis zu seinem Tode. Im Jahr 1855 wählte man ihn in den Vorstand der Aachener und Münchener Feuerversicherungsgesellschaft und drei Jahre später in den Vorstand des Aachener Vereins zur Beförderung der Arbeitsamkeit. In diesen Funktionen gehörte Bischoff 1858 zu einer Gruppe bedeutender Aachener Persönlichkeiten, zu denen u. a. der spätere Staatsmann Friedrich von Kühlwetter, der Versicherungsunternehmer Friedrich Adolph Brüggemann, der Geheime Kommerzienrat Leopold Scheibler, der Spinnereibesitzer Johann Friedrich Pastor und der Direktor der Chemischen Fabrik Rhenania in Stolberg Friedrich Wilhelm Hasenclever gehörten, welche ab 1858 als „privates Komitee zur Errichtung einer polytechnischen Schule in Aachen“ den Bau des neuen Polytechnikums maßgeblich befürwortet, mitgeplant und unterstützt hatten, so dass es schließlich am 15. Mai 1865 zur Grundsteinlegung der späteren RWTH Aachen kam. Für dieses Engagement wurde ihm am Tage der Eröffnung, also am 10. Oktober 1870, der Titel eines Geheimen Kommerzienrates verliehen, nachdem er bereits einige Jahre zuvor zum Kommerzienrat ernannt worden war. Darüber hinaus erhielt er den Roten Adlerorden in der III. Klasse mit Schleife.
Darüber hinaus war Bischoff Mitglied sowohl des Administrationsrates der Rheinischen Eisenbahn-Gesellschaft als auch des Verwaltungsrates der Königlichen Direktion der Aachen-Düsseldorf-Ruhrorter Eisenbahn sowie Mitglied in der Erholungs-Gesellschaft Aachen 1837.
Privat widmete sich Bischoff ebenso wie schon sein Vater der Landwirtschaft und der Viehzucht und erwarb zu diesem Zweck die Güter Schönforst und Weide im Ortsteil Aachen-Forst, und das ehemalige zur Reichsabtei Kornelimünster und danach zum Besitz des Dominikanerklosters Aachen gehörende Ritterlehen Driescher Hof. Diesen übertrug er per Testament vom 11. April 1858 als gemeinnützige Stiftung der Armenverwaltung der Stadt Aachen. Allerdings konnte der Hof selbst im Rahmen der späteren Nachkriegsbebauung der umliegenden gleichnamigen Wohnsiedlung nicht erhalten werden. Bis zum heutigen Tage ist die Stadt Trägerin der Stiftung Bischoff und verwaltet treuhänderisch das Stiftungsvermögen. Ziel der Stiftungsgelder ist eine christliche Erziehung der Nachkommen der fünf Söhne Johann Arnold Bischoffs und die Gewährleistung erforderlicher Ausbildungsstipendien.
Zur Wahrung der Interessen der Familie Bischoff gegenüber der von der Stadt Aachen verwalteten Stiftung und zur Pflege des familiären Zusammenhaltes wurde von den heutigen Nachkommen des Johann Arnold Bischoff der „Bischoff Familienverband e. V.“ gegründet, dessen Satzung am 21. März 2005 in das Vereinsregister des Amtsgerichts Aachen eingetragen wurde.

## Familie
Johann Arnold Bischoff war verheiratet mit Hermine Cornelia, geb. Claus (1801–1836), die ihm sieben Söhne gebar, zuletzt Drillinge, an deren Geburtsfolgen die Mutter 18 Tage später verstarb. Zwei der sieben Söhne, darunter einer der Drillinge, verstarben schon im Kindesalter, wogegen die Söhne Ernst Albert (1831–1901), später ebenfalls Handelsrichter und kgl. Kommerzienrat, sowie Johann Arnold junior (* 1836) und Gustav (1836–1871) in das väterliche Unternehmen einstiegen. Die Familie Johann Arnold Bischoff fand ihre letzte Ruhestätte in der Familiengruft auf dem Aachener Ostfriedhof, wobei seine Frau mit den beiden früh verstorbenen Kindern eine eigene Grabstätte erhielt.